# Geografia Kazachstanu

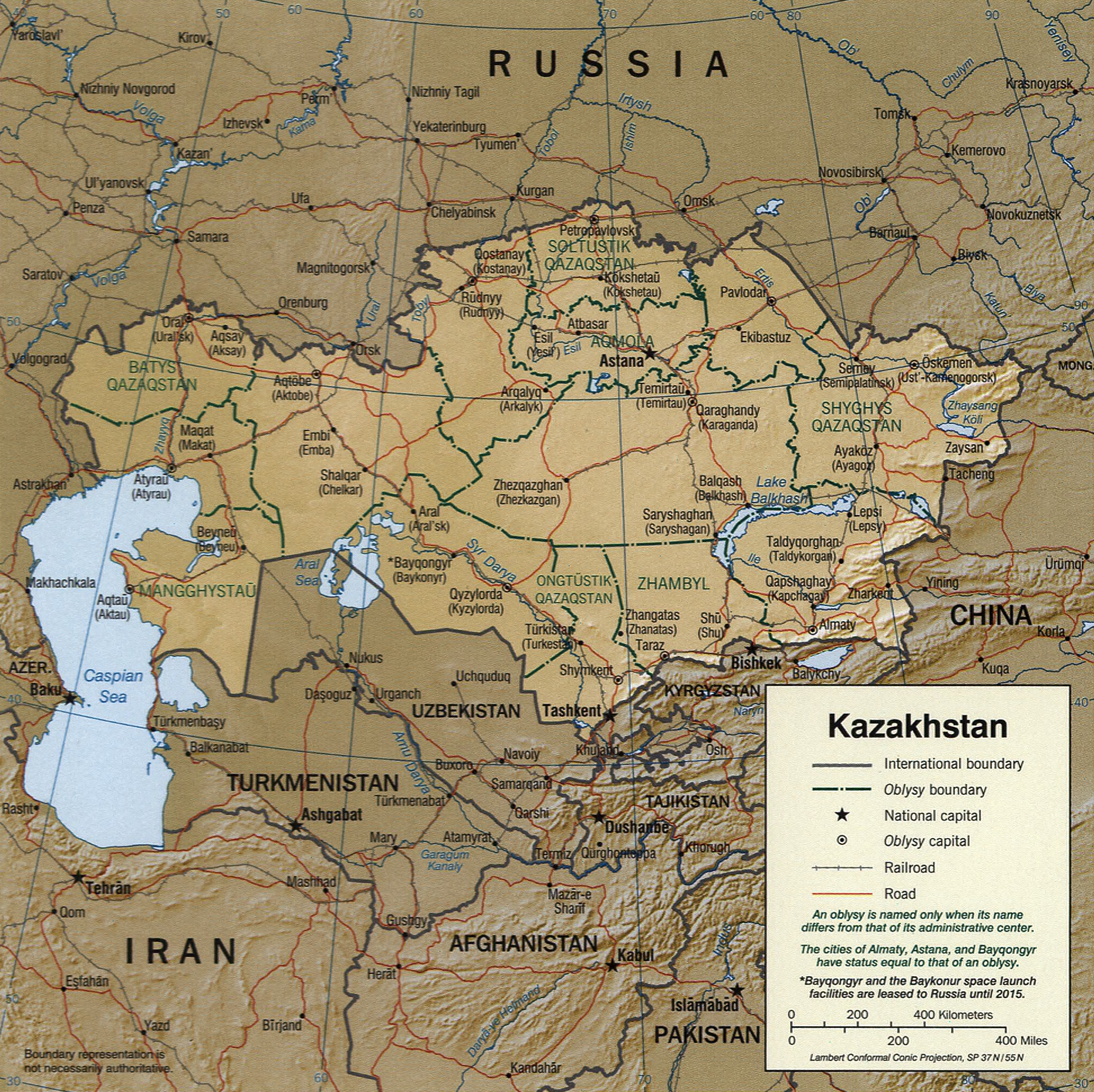
Mapa Kazachstanu

Kazachstan – jedno z największych państw kontynentu azjatyckiego, dawna republika ZSRR. Dziś jest to wolna republika, stale współpracująca z Federacją Rosyjską. Na terytorium Kazachstanu znajduje się rosyjska baza kosmiczna Bajkonur, która obecnie odgrywa kluczową rolę w budowie Międzynarodowej Stacji Kosmicznej. Kraj jest średnio rozwinięty gospodarczo, baza turystyczna pomimo ciekawych walorów przyrodniczych praktycznie nie istnieje.

## Powierzchnia, położenie i granice

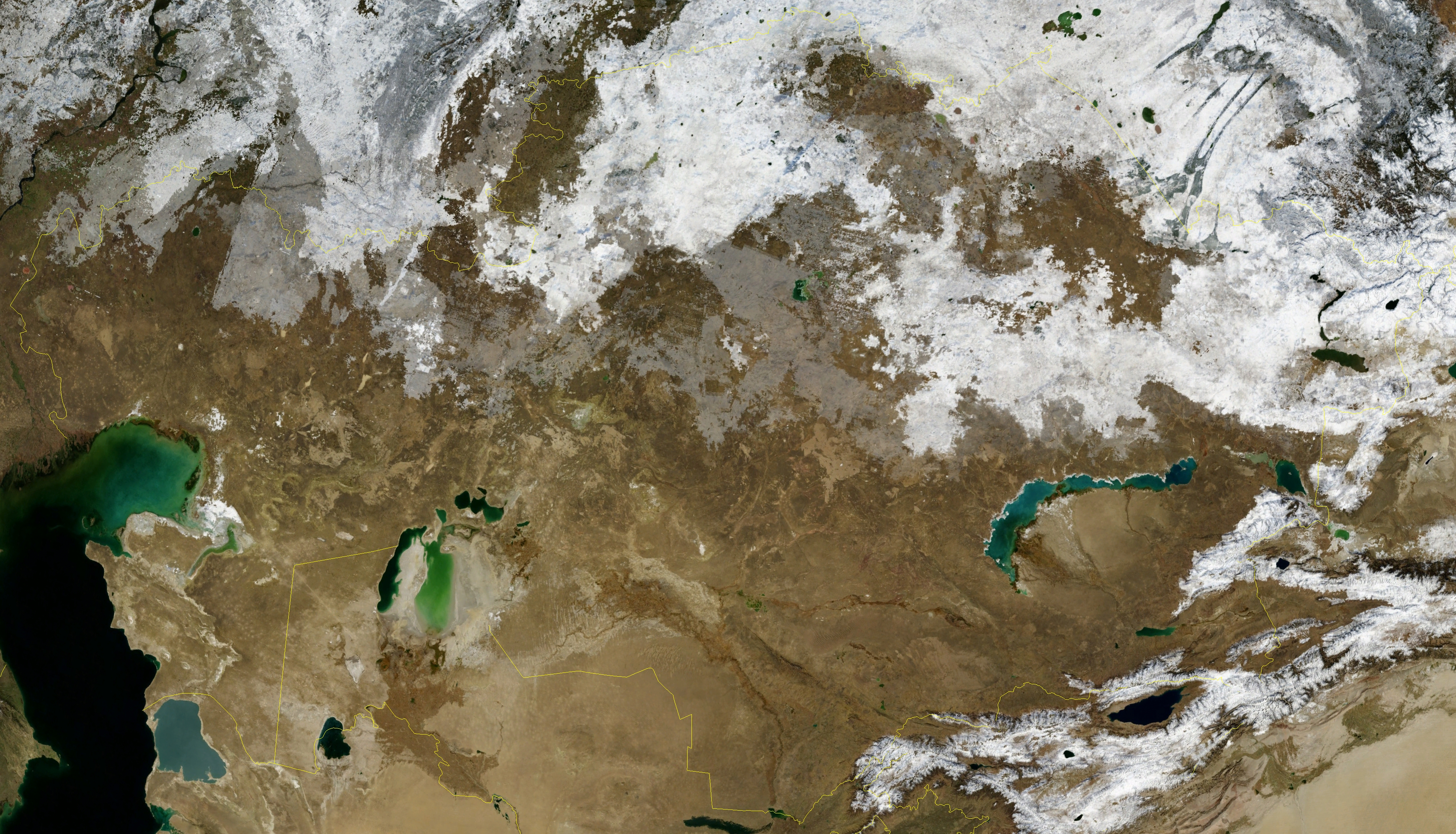
Zdjęcie satelitarne Kazachstanu

Powierzchnia - 2 724 900 km², pod względem powierzchni Kazachstan jest na dziewiątym miejscu na świecie.
Położenie – państwo to leży na granicy Azji (87% terytorium) i Europy (13%, północno-zachodnia część kraju nad Morzem Kaspijskim), ale politycznie jest traktowany jako część Azji Środkowej.
Skrajne punkty – północny 55°26′34″N, południowy 40°34′07″N, zachodni 46°29′37″Е, wschodni 87°18′55″Е. Rozciągłość południkowa kraju wynosi 1 650 km, a równoleżnikowa 2 960 km.
Kazachstan graniczy z następującymi państwami:
- Rosja - 7 591 km
- Chiny - 1 782 km
- Kirgistan - 1 241 km
- Uzbekistan - 2 354 km
- Turkmenistan - 426 km
- granica morska na Morzu Kaspijskim - 600 km

Linia brzegowa - 1 500 km (Morze Kaspijskie)

## Budowa geologiczna i rzeźba
Kazachstan zajmuje obszar od dolnej Wołgi do Ałtaju i od Uralu Południowego i Niziny Zachodniosyberyjskiej do północnych pasm Tienszanu. Większość powierzchni kraju zajmują rozległe niziny i nisko wzniesione wyżyny o monotonnej, lekko falistej rzeźbie. Na zachodzie Kazachstanu leży rozległa Nizina Nadkaspijska, która zajmuje południowe krańce platformy wschodnioeuropejskiej. Zachodnia część tej niziny jest monotonna i piaszczysta, wschodnia zaś w wielu miejscach ma postać zabagnionych równin, które niemal w całości są położone w depresji. Nizinę Nadkaspijską od południa ograniczają ją leżące między Morzem Kaspijskim a Jeziorem Aralskim: wyżyna Ustiurt o maksymalnym wzniesieniu 340 m n.p.m. i półwysep Mangystau (daw. Mangyszłak) o wysokości dochodzącej do 556 m n.p.m. Wyżyna jak i ów półwysep są poprzecinane głębokimi rozpadliskami. Wśród tych terenów znajduje się najniżej położone miejsce w Kazachstanie: depresja Karakija leżąca na 132 m p.p.m.
Północno-wschodnie obrzeża Niziny Nadkaspijskiej stanowi Płaskowyż Poduralski, który od Płaskowyżu Turgajskiego dzielą dwa pasma Mugodżarów, które są południowym przedłużeniem Uralu. Za Płaskowyżem Turgajskim teren ponownie się obniża i po urwisku "czink" przechodzi w Nizinę Turańską. Nizina ta na północy łączy się poprzez Bramę Turgajską z rozległą Niziną Zachodniosyberyjską, która swym ogromnym obszarem zajmuje północne krańce Kazachstanu. Sama zaś Nizina Turańska leży w Kazachstanie, a także zajmuje obszar sąsiadującego na południu Uzbekistanu. Należąca do Kazachstanu część tej niziny zajmują w większości pustynie, gdzie w wielu miejscach leżą pola wydmowe. Na zachód od Niziny Turańskiej leży Jezioro Aralskie. Na obszarze owej niziny znajduje się pustynia Kyzył-kum.

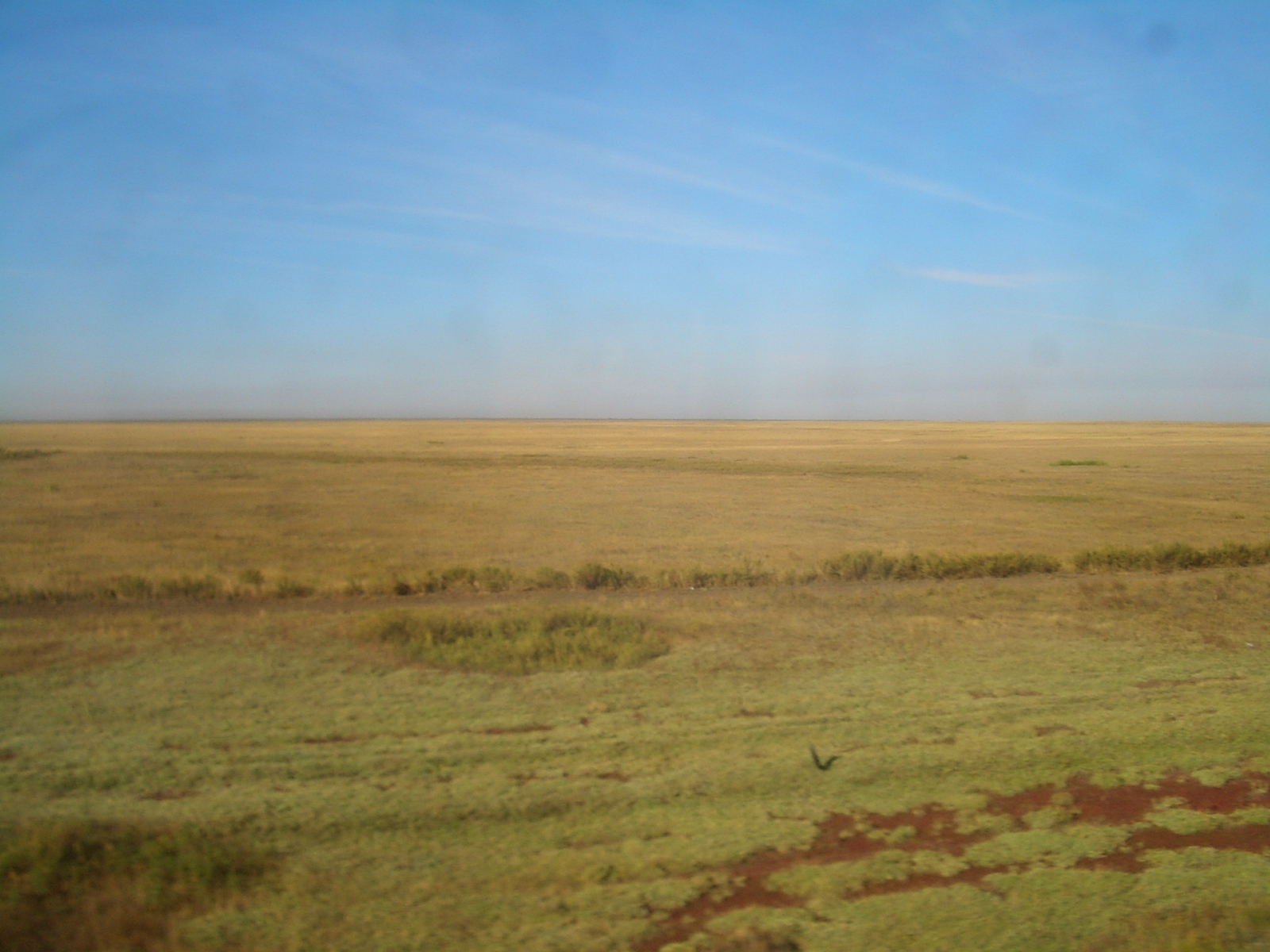
Stepy w północnym Kazachstanie

Wschodnia połowa kraju to obszar zwany Pogórzem Kazachskim. Jest to wyżynny teren zbudowany głównie ze skał metamorficznych i magmowych, obszar starych fałdowań kaledońskich i hercyńskich, które w późniejszych okresach został silnie zrównany. W krajobrazie tego regionu przeważają rozległe faliste równiny i niemal płaskie i bezodpływowe obniżenia. Na pogórzu wznoszą się miejscami izolowane masywy, z których najwyższy (Aksorang) wznosi się na 1566 m n.p.m. W północnej części Pogórza Kazachskiego leży bezodpływowe, pustynne obniżenie jeziora Bałchasz, którego średnia wysokość nad poziomem morza wynosi około 300 m.
Południowe i wschodnie obrzeża obniżenia Bałchaszu stanowią pasma Ałatau Dżungarskiego, gdzie najwyższy szczyt Besbaskan na granicy z Chinami wznosi się na 4464 m n.p.m. Północno-wschodnią część Kazachstanu obejmuje fragment Ałtaju z najwyższym szczytem Biełucha o wysokości 4506 m n.p.m. Zachodnia część tych gór, a więc tereny leżące na obszarze Kazachstanu, zostały sfałdowane w orogenezie hercyńskiej. Obszary tych gór zbudowane są ze skał magmowych i osadowych. Na południowych krańcach Kazachstanu leżą niewielkie fragmenty Tienszanu, który jest potężnym masywem górskim sfałdowanym w orogenezie kaledońskiej, a następnie zrównanym i ponownie wypiętrzony w trzeciorzędzie. W głównym paśmie, na granicy z Kirgistanem i z Chinami wznosi się najwyższa góra Kazachstanu - Chan Tengri o wysokości 6995 m n.p.m. Nad byłą stolica kraju Ałmaty górują pokryte wiecznymi śniegami i lodowcami szczyty gór Ałatau Zailijskiego, gdzie maksymalne wzniesienie wynosi 4973 m n.p.m. Obszar ten należy do Tienszanu.

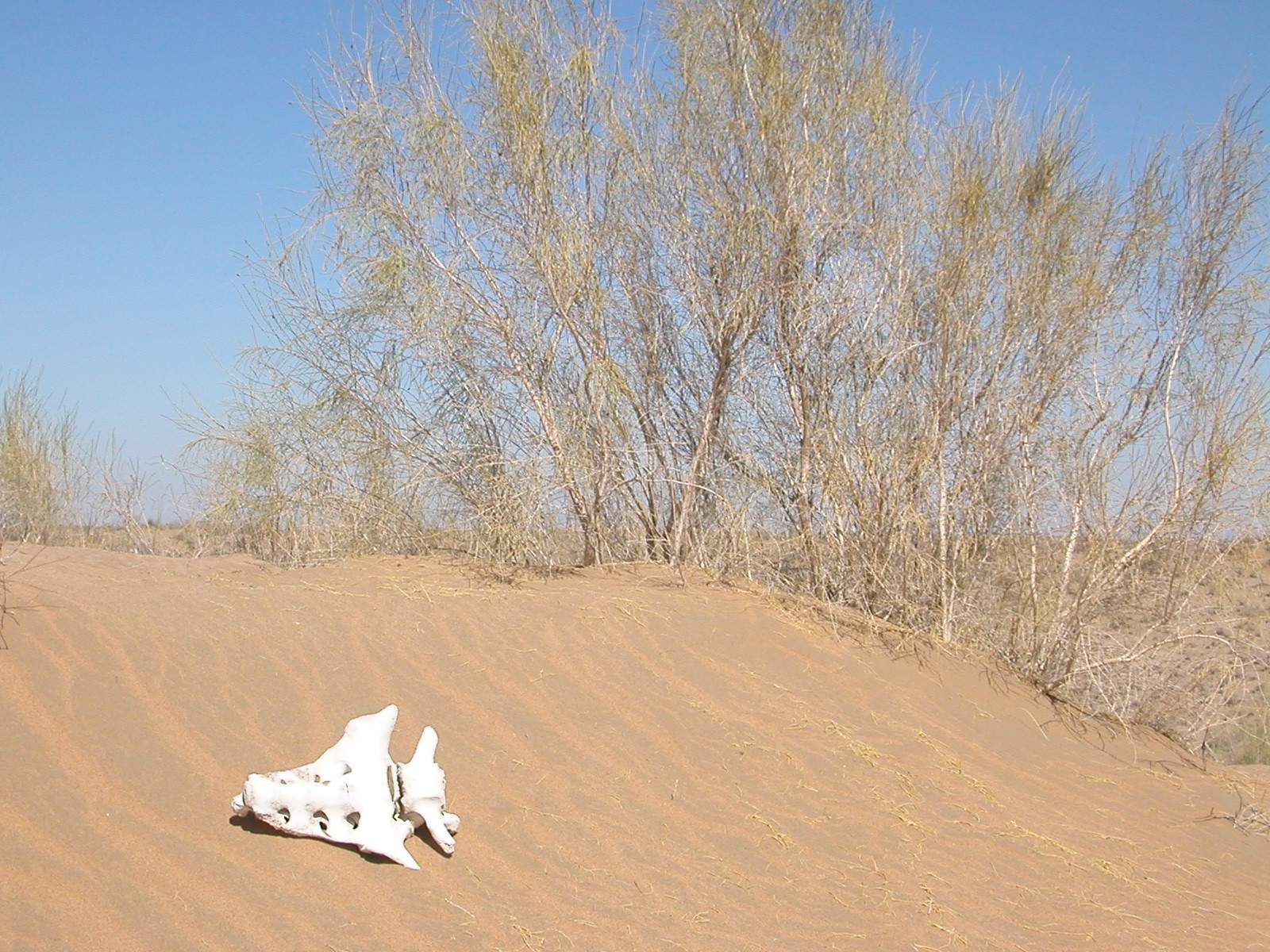
Pustynia Kyzył-kum

## Klimat
Kazachstan mimo swej ogromnej powierzchni nie posiada dużych różnic klimatycznych. Terytorium całego państwa leży w strefie klimatu umiarkowanego o mniej lub bardziej wybitnych cechach kontynentalnych. To oznacza, że większa część kraju posiada wybitnie suchą odmianę aury, jaka występuje na terenie Kazachstanu. Jedynie obszary gór i przedgórz cechują się mniejszym wpływem kontynentalizmu, a co za tym idzie – większą wilgotnością, która przekłada się na większe opady.
Ilości opadów w Kazachstanie są niewielkie, wręcz posiadają cechy typowe dla obszarów pustynnych, które na terenie tego kraju występują. Co niezwykłe, kraj ten leży na szerokościach odpowiadających środkowej Europie. Mimo to rozkład opadów całkowicie odbiega od tych, jakie występują w o wiele bardziej wilgotnej Europie. Przyczyną typu klimatu i niewielkich opadów jest fakt, że Kazachstan znajduje się wewnątrz ogromnego kontynentu Eurazja. Obecność Morza Kaspijskiego nie wpływa na klimat jaki panuje na Nizinie Nadkaspijskiej. Na obszarach nizinnych i na nisko położonych wyżynach roczne sumy opadów wahają się od 100 do 300 mm. Obszary należące do Niziny Nadkaspijskiej cechują się jeszcze niższymi opadami, poniżej 100 mm, a niektóre tereny kraju mają takich sam przebieg opadów jak na przykład tereny Egiptu czy też Libii. Maksima opadowe przypadają głównie na okres wiosenny, a wraz z nastaniem lata całkowicie zanikają. Jedynie tereny górskie mają większe opady. Na przedgórzach średnia roczna opadowa waha się od 400 do 700 mm. W górach zaś średnio wartości opadowe osiągają około 1 000 mm rocznie, a regionie Tienszan wartości te wzrastają do 1600 mm i tam mają postać głównie opadów śniegu.
Temperatury mają przebieg typowy dla terenów suchych, oddalonych od oceanów. Kazachstan charakteryzuje się jednymi z największych rocznych amplitud termicznych. Średnia temperatura powietrza w lipcu wynosi 19 °C na północy kraju i 28° na południu. Przy czym trzeba tu zaznaczyć, że wpływ zwrotnikowym mas powietrza powoduje wzrost temperatury latem. To oznacza, że letnie upały, przekraczające 50 °C, nie są niczym niezwykłym. Zimy kazachskie cechują się srogimi mrozami, zwłaszcza na północy kraju. Średnie wartości na północy kraju wynoszą -18 °C do -3 °C na południu kraju. Noce w Kazachstanie nawet na południu kraju są bardzo mroźne. Na północy zaznacza się wpływ mroźnego powietrza arktycznego, napływającego znad Syberii. Toteż na północy temperatura w dzień nie przekracza -10°, a nocami obniża się do nawet -50°. Modyfikujący wpływ wysokości nad poziom morza w niewielkim tylko stopniu widoczny jest w Mugodżarach i na Pogórzu Kazachskim, gdzie letnie upały są niemal równie dokuczliwe jak na Nizinie Turańskiej. W górach temperatura obniża się wraz z wysokością, co widoczne jest nie tylko latem, ale i zimą, gdzie w wysokich partiach Tienszanu mrozy są tak samo silne, co na północy kraju, na nizinach.
Poza wysokimi amplitudami termicznymi i skąpymi opadami do cech klimatu kazachskiego należą takie zjawiska jak niskie zachmurzenie oraz suche wiatry. Na uciążliwość klimatu latem ma wpływ silny i porywisty wiatr. Charakterystycznym wiatrem późnego lata jest suchowiej, szczególnie groźny, gdy niesie słony pył z wyschniętego dna Jeziora Aralskiego. Zimą, mimo że opady śniegu są niewielkie, wiatry usypują wielometrowe zaspy i niejednokrotnie uniemożliwiają poruszanie się po bezkresnych równinach.

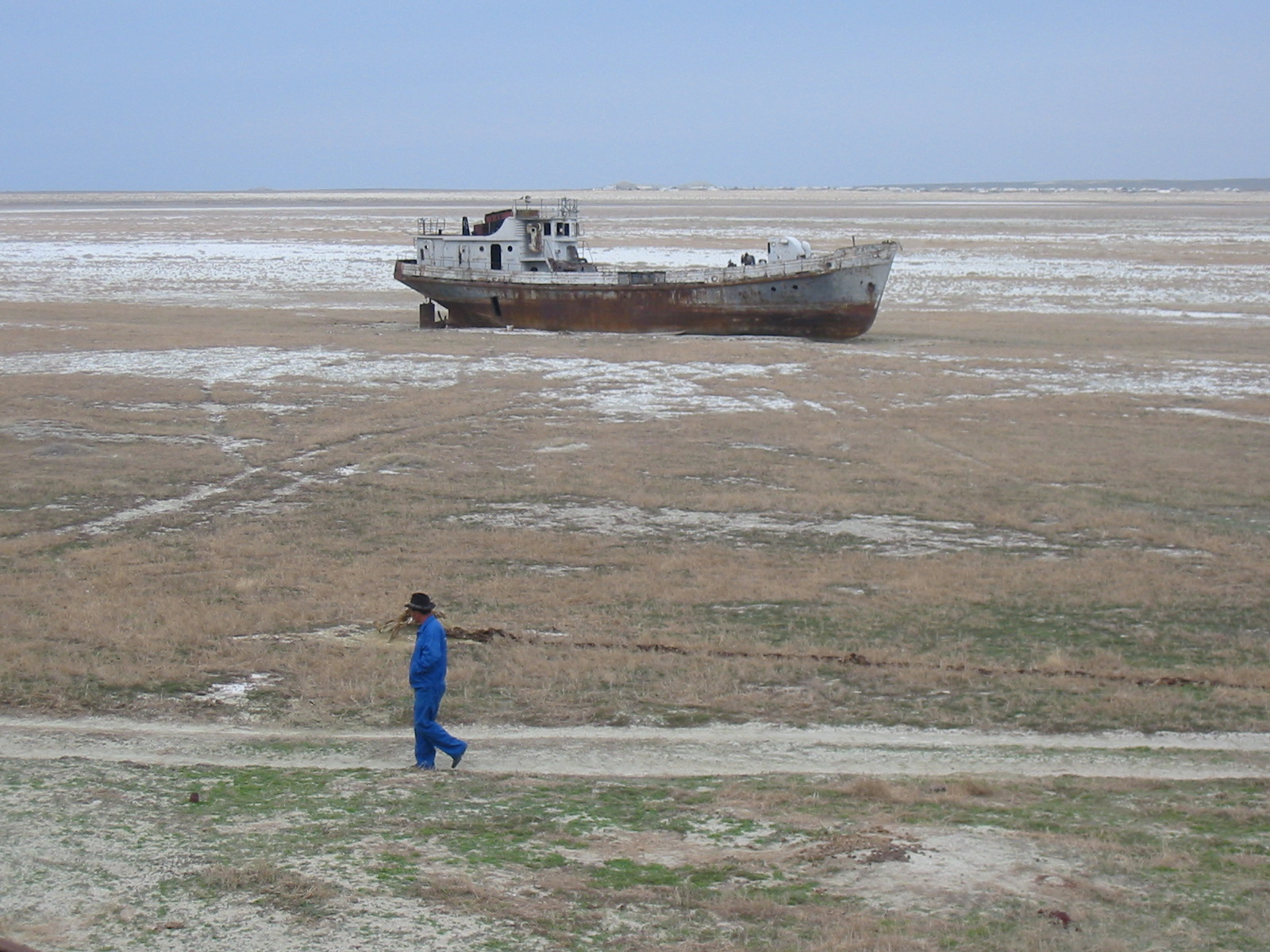
Statek na wyschniętej części Jeziora Aralskiego

## Wody
Zasobność wód powierzchniowych w Kazachstanie jest nieco uboga, ze względu na niewielkie opady. Jednak obecność dużych masywów górskich sprawia, że na obszarze tego kraju przepływają duże rzeki. Większa część kraju to obszary bezodpływowe, z kilkoma dużymi rzekami, które wysychają na terenach pustynnych. Należą do nich Czu, Turgaj i Irgiz. Rzeki te mają charakter okresowy i wysychają całkowicie w okresach bezdeszczowych.
Kazachstan należy do trzech zlewisk. Pierwszym z nich jest ogromny obszar bezodpływowy, drugie zlewisko należy do Morza Kaspijskiego i zajmuje zachodnią część kraju. Trzecim zaś obszarem hydrologicznym kraju jest zlewisko Oceanu Arktycznego, a dokładnie Morza Karskiego. Na zlewiska Morza Karskiego należą rzeki Irtysz o długości 1 698 km (w granicach Kazachstanu), oraz jego dopływ Iszym. Obie te rzeki są rzekami stałymi, Irtysz wypływa z gór Ałtaj, a Iszym z głębi Pogórza Kazachskiego.
Głównymi rzekami kraju są Wołga i Ural, które biorą swój początek w Rosji i uchodzą do Morza Kaspijskiego. Jednak do Kazachstanu należy tylko niewielki skrawek delty Wołgi w Nizinie Nadkaspijskiej. Ural z kolei, który wypływa z gór o tej samej nazwie, w Kazachstanie płynie przez całą Nizinę Nadkaspijską i uchodzi w pobliżu miasta Atyrau. Inną ważną rzeką kraju jest Syr-daria, która uchodzi do wysychającego Jeziora Aralskiego. Rzeka ta jest drugą co wielkości rzeką Kazachstanu i liczy w granicach kraju 1 682 km, wypływa z kirgistańskiej części Tienszanu, a na teren Kazachstanu przychodzi z Uzbekistanu i przepływa przez pustynię Kyzył-kum. Z Tienszanu, ale z terytorium Chin wpływa rzeka Ili, która uchodzi do jeziora Bałchasz.

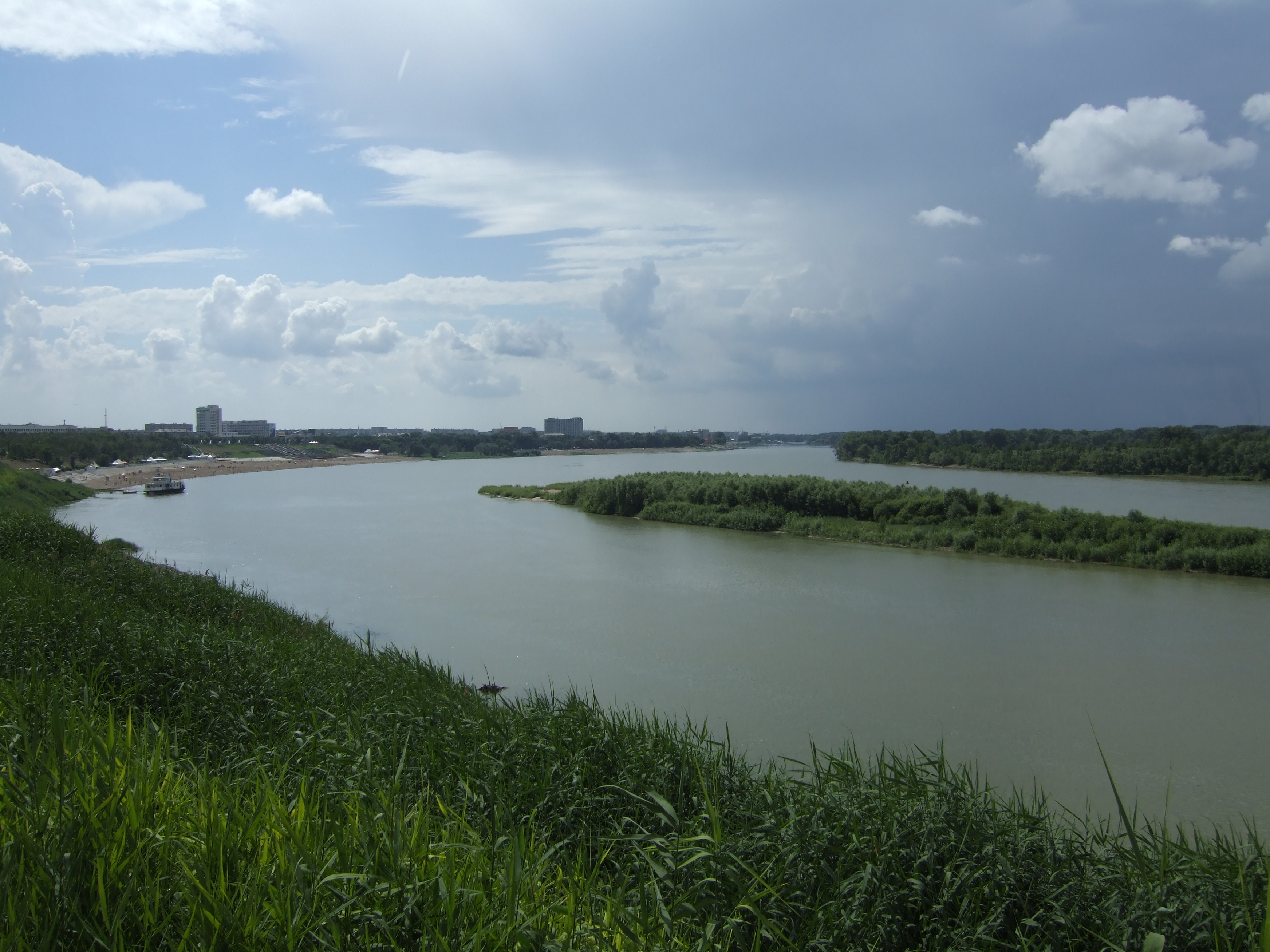
Rzeka Irtysz

Na terenie Kazachstanu znajdują się duże jeziora. Największym z nich jest Jezioro Aralskie, znajdujące się w zachodniej części kraju. Jezioro to od lat 60. XX w. ulega postępującemu wysychaniu i bynajmniej problem nie jest klimat, a działalność człowieka. Jezioro to ma naturalne źródło wód, jakim jest Syr-daria, która zasila ów zbiornik. Jednakże rozpoczęte w latach 50. XX w. działania rolnicze w Uzbekistanie (Syr-daria płynie na krótkim odcinku przez Uzbekistan) spowodowały proces wysychania Jeziora Aralskiego. Uprawa bawełny poprzez sztuczne nawadnianie w Uzbekistanie, i w mniejszym stopniu w Kazachstanie, sprawiła, że Syr-daria niosła o wiele mniejsze ilości swych wód do Jeziora Aralskiego. Pozyskiwanie wód z Syr-darii było na tyle duże, że 1976 roku rzeka po raz pierwszy nie osiągnęła akwenu Jeziora Aralskiego. Zbiornik ten systematycznie wysycha, w latach 1961-1988 ów akwen zmniejszył swoją powierzchnię o 25 000 km². Już w czasach niepodległości Kazachstanu zbudowano tamę, która zablokowała odpływ wody z północnej kazachstańskiej części Jeziora Aralskiego do południowej przeważnie uzbekistańskiej jego części. Drugi wielkim jeziorem Kazachstanu jest Bałchasz, które na początku drugiej połowy XX w. miało powierzchnią 22 tys. km², a obecnie jego powierzchnia wynosi 16 tys. km². Jezioro ma słodką wodę w jego części zachodniej (do której uchodzi rzeka Ili), natomiast część wschodnia jeziora ma wodę słoną. Ten akwen, leżący we wschodniej części Kazachstanu, także ulegał wysychaniu w wyniku poboru wody z rzeki Ili. W latach 70. XX w. w czasie wypełniania dużego Zbiorniku Kapczagajskiego oraz z powodu rozwiniętej uprawy ryżu (zasilanej wodą z tegoż zbiornika) notowano obniżenie poziomu jeziora Bałchasz. W latach 80. XX w. po zakończeniu wypełniania zbiornika oraz zmodernizowaniu systemów irygacyjnych, zmniejszając pobór z Ili. Dzięki temu, w przeciwieństwie do Jeziora Aralskiego, Bałchasz nie ulega dalszemu wysychaniu. Z innych jezior można wymienić Zajsan, leżące u podnóża Ałtaju i przez które przepływa Irtysz, oraz słone jeziora Ała-kol leżące we wschodniej części kraju i jezioro Tengyz, które leży w północno-zachodniej części Pogórza Kazachskiego.
| Rzeka     | Nazwa kazachska | Długość całkowita | Długość w granicach Kazachstanu |
| --------- | --------------- | ----------------- | ------------------------------- |
| Irtysz    | Ертіс           | 4248 km           | 1698 km                         |
| Iszym     | Есиль           | 2450 km           | 1400 km                         |
| Ural      | Жайық           | 2418 km           | 1082 km                         |
| Syr-daria | Сырдария        | 2219 km           | 1400 km                         |

## Gleby
W Kazachstanie są trzy główne strefy glebowe: północny obszar kraj pokrywają czarnoziemy (na północ od 52° N) oraz gleby kasztanowe (od 48 do 52° N), natomiast południe Kazachstanu ma pustynne gleby brunatne i szaro-brunatne (na południe od 48° N), które są ubogie, płytkie lub zbyt mocno zasolone.
Tak jest w przypadku regionu Jeziora Aralskiego, a także w północnych regionach kraju, gdzie suche wiatry wiejące latem niosą słony pył, który powoduje wzrost soli w glebach, w których w normalnych warunkach nie ma. Taka przyczyna jest spowodowana głównie przez człowieka, który przyczynił się do procesu wysuszania Jeziora Aralskiego. Na większości powierzchni kraju występują strefy gleb półpustynnych i pustynnych, gdzie te ostatnie występują min. na pustyni Kyzył-kum. Miejsca wilgotniejsze, górskie doliny rzek pokryte są luwisolami. Tereny podgórskie na południu kraju, posiadają w miarę żyzne gleby nadające się do użytku rolnego.

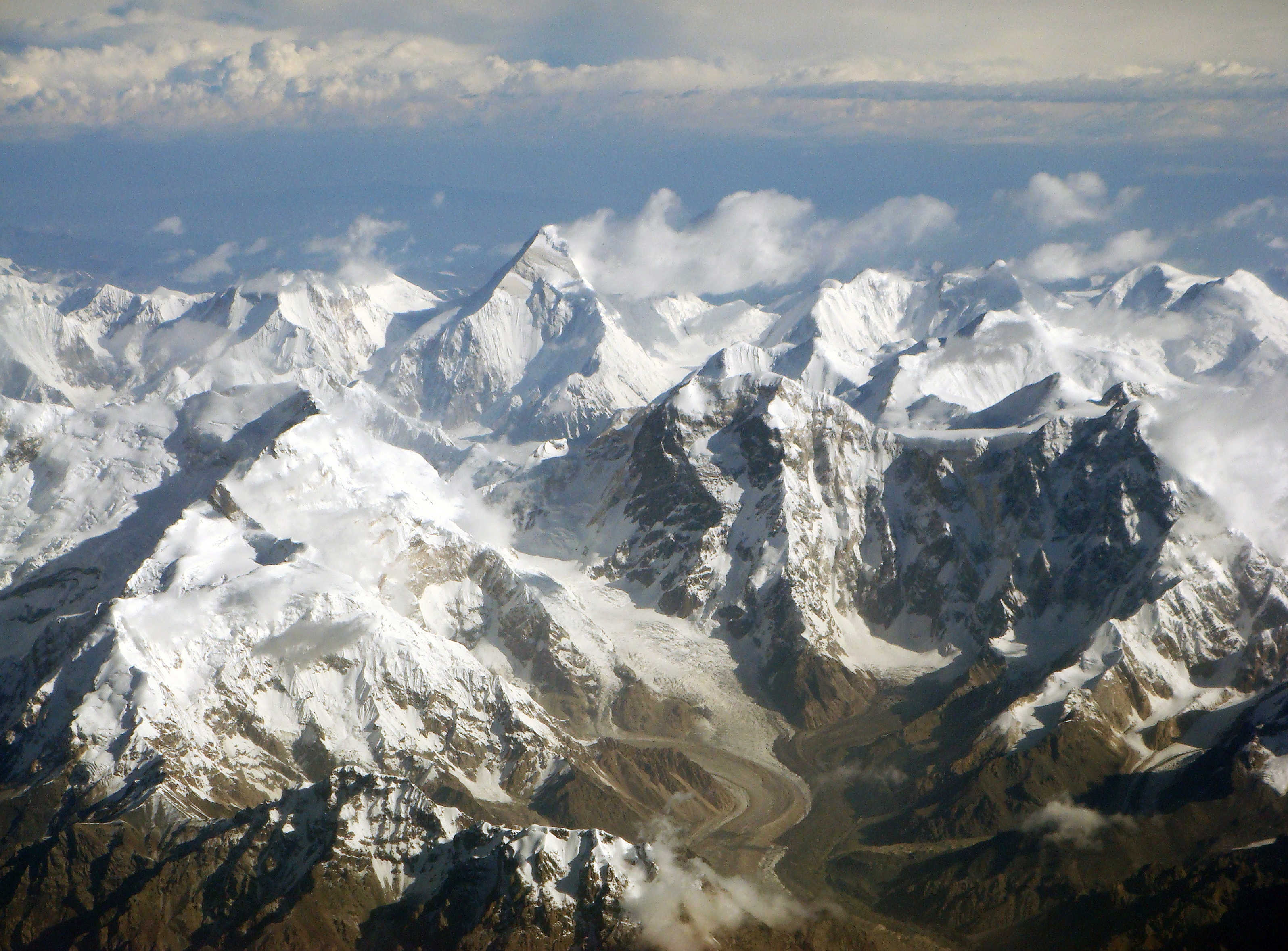
Tienszan w południowo-wschodnim Kazachstanie

## Flora
Kazachstan jest krajem zdominowanym przez roślinność półpustynną i stepową. Niemal cały Kazachstan jest pokryty terenami półpustynnymi i pustynnymi, gdzie przeważają pustynie piaszczyste kum z niezbyt wysokimi wydmami zwanymi barchanami, częściowo utrwalonymi przez roślinność, Na obszarach pustyń rosną min. zarośla saksaułu, a mniejszą rolę odgrywają tamaryszki i trawy. Na pustyni Kyzył-kum występują ruchome wydmy, które przemieszczają się rocznie o 14–15 m. Obszary pustynne, z ubogą szatą roślinną zajmują także region Niziny Nadkaspijskiej. Co niezwykłe, obszar ten leży na tej samej szerokości geograficznej co na przykład Czechy czy Słowacja. Zmiany krajobrazu można zauważyć na tej samej szerokości geograficznej poza Kazachstanem. Szata roślinna zmienia się już we wschodniej Ukrainie, a w Rosji obszar stopniowo przechodzi w krajobraz pustynny. Istotną przyczyną jest ogromny obszar lądowy i związane z tm duże oddalenie od morza. To warunkuje taki, a nie inny, klimat i – co za tym idzie – roślinność. Ponadto na rodzaj krajobrazu i rosnące w nim roślinności ma wpływ działalność człowieka.
Regiony leżące na północy kraju przechodzą w stepy. Najpierw są to suche stepy ostnicowe i piołunowe, a dalej na północ pojawiają się bardziej urodzajne stepy okresowo kwitnące. Są to tereny przypominające łąki, porośnięte różnymi gatunkami traw i bylin, miejscami rosną także krzewy. Bardziej urozmaicona szata roślinna występuje na wyższych obszarach Pogórza Kazachskiego. Rosną tam lasostepy z rzadkimi lasami sosnowymi. Bujniejsza roślinność występuje na północnych krańcach Kazachstanu, na Nizinie Zachodniosyberyjskiej. Rosną tam lasostepy z niewielkimi obszarami lasów brzozowych. Tereny leśne występują także w dolinach rzek, tam z kolei rosną łęgi wierzbowo-topolowe. W górach występują piętra roślinne, gdzie ponad pasmem stepów rosną lasy jodłowe i świerkowe, a następnie teren przechodzi w łąki subalpejskie i w końcu w nagie skały, co jest widoczne przede wszystkich w górach Tienszanu.

## Fauna
Świat zwierząt jest typowy dla Regionu Środkowoazjatyckiego i wschodnich krańców Regionu Europejskiego. Stepowe i pustynne obszary są zamieszkiwane przez antylopy suhak, szczekuszki i liczne gryzonie jak: bobak, piestruszka stepowa, cokory i skoczki. Do drapieżników należą lis stepowy i tchórz stepowy. Z ptaków występują głównie drapieżniki żywiące się gryzoniami, a należą do nich orlik stepowy i myszołów kurhannik. Z gadów żyją w Kazachstanie głównie węże oraz jaszczurki. Tereny górskie zasiedla gazela czarnoogonowa i owca dzika. Z drapieżników górskich wymienić tu należy rysia i niedźwiedzia brunatnego, a z ptaków godożera. Doliny rzeczne są zamieszkiwane przez ptactwo wodne.